# マッシモ・スタノ
マッシモ・スタノ（Massimo Stano, 1992年2月27日 - ）は、競歩を専門とするイタリアの陸上競技選手。中国・北京で開かれた2015年世界選手権の20km競歩で19位、日本の札幌で開かれた2020東京オリンピックの20km競歩で優勝した。

## 経歴
プッリャ州バーリ県グルーモ・アップラ生まれ、同県パーロ・デル・コッレ育ち。11歳でFiamma Olimpia Paloに所属して陸上競技を始め、当初は中距離走をメインとしていたが、14歳より競歩に転向し、ジョバンニ・ザッケオ（Giovanni Zaccheo）のコーチングを受けた。2011年にスタノは警察官となり、金の炎スポーツクラブ（Gruppo Sportivo Fiamme Oro）に所属した。最初の大きな成果はフィンランド・タンペレで開かれたヨーロッパU23選手権で、当初は4位とされたが、ロシア選手のドーピング違反により銅メダルを獲得した。この成功を受け、パーロを離れてセスト・サン・ジョヴァンニに移り、アレッサンドロ・ガンデリーニ（Alessandro Gandellini）を新しいコーチとした。
度重なる怪我のため、カステル・ポルツィアノへ引っ越し、黄の炎スポーツクラブ（Gruppi Sportivi Fiamme Gialle）のバラックで勤務・トレーニングを開始し、パトリツィオ・ペルセセペ（Patrizio Percesepe）コーチの指導を仰いだ。移動してすぐに結果が現れ、2018年の国内選手権を自己新記録で制し、中国・太倉で開かれた世界競歩チーム選手権3位、ドイツ・ベルリンのヨーロッパ選手権で4位に入賞した。2019年6月にはイタリア新記録となる1時間17分45秒を樹立するが、同年の世界選手権（カタール・ドーハ）は14位に沈んだ。2020年は骨膜炎に苦しみ、世間では新型コロナウイルス感染症が猛威を振るった。2021年5月16日のヨーロッパ競歩チーム選手権（チェコ・ポジェブラディ）を復帰レースに選び、8位で競技を終えた。札幌で開かれた東京オリンピックの20km競歩では、16km付近より先頭争いを展開し、19km地点でスパートをかけ、金メダルを獲得した。

## 国内成績
- 20km競歩イタリア記録：1時間17分45秒（ ア・コルーニャ、2019年6月8日）[5]

### 優勝歴
- イタリア選手権（英語版）
  - 10km競歩：2018年
  - 20km競歩：2015年・2018年[6]

## 私生活
既婚者であり、娘が1人いる。ムスリムである。